# Матанич, Далибор
Далибор Матанич (хорв. Dalibor Matanić; род. 21 января 1975 года, Загреб) — хорватский кинорежиссер и сценарист, работает с остросоциальной тематикой. Отмечен призами ряда международных кинофестивалей.

## Биография
Далибор Матанич родился в Загребе в 1975 году. Окончил Академию драматического искусства в Загребе по специальности кино и телережиссура.

### Творчество
В своем первом полнометражном фильме «Кассирша хочет на море» Матанич избрал тему эксплуатации рабочих.
Второй фильм Матанича — «Милые мертвые девочки» драма, которая показывает жизнь двух лесбиянок, у которых из-за их сексуальной ориентации возникает конфликт с соседями, заканчивающийся трагедией. Этот фильм получил семь наград на кинофестивале в Пуле в 2002 году, включая «Приз за лучший фильм».
В 2004 году он снял фильм о художнице Славе Рашкай «100 минут славы».
А в фильме «Я тебя люблю» режиссер показал страдания инфицированного ВИЧем.
Короткометражный фильм «Вечеринка» (Тулум), снятый в 2009 году получил две хорватские и двенадцать международных наград, среди которых Лучший короткометражный фильм Международного кинофестиваля в Сараево и Лучший короткометражный фильм на Международном фестивале короткометражного кино в Бильбао.
Наибольший фестивальный успех получила его картина «Зенит» (2015). Картина повествует о истории любви трёх пар этнических хорватов и сербов, которая разворачивается на фоне Гражданской войны в Югославии и последующих конфликтов на национальной и религиозной почве. Фильм принял участие в конкурсной программе Одесского международного кинофестиваля, а также в программе «Особый взгляд» 68-го Каннского кинофестиваля, на котором был отмечен призом жюри. Кроме того лента собрала еще 12 призов на различных кинофестивалях.
В 2016 году вышел драматический сериал «Новости», в котором Далибор выступил режиссером. Лента посвящена борьбе журналистов с коррумпированными чиновниками. Зрители достойно оценили сериал. Права на его показ купил стриминговий сервис Netflix. Критики окрестили стиль сериала, как «адриатичний нуар».
В 2017 году режиссер снял фильм ужасов «Экзорцизм», а в 2020 году — драму «Рассвет».
В 2021 году снял шестисерийный детектив «Молчание». Съемки проходили в Киеве и хорватском городе Осиеке. Картина рассказывает о поисках пропавшей девочки-подростка, живущего в украинской столице. На поиски отправляется её тётя. В ходе расследования она узнает о целом ряде других загадочных убийств молодых украинок, а также отслеживает трафик между Киевом и Осиеком, по которому молодых девушек переправляли в сексуальное рабство в Европу. Героиня объединяет силы с детективом Владимиром и журналистом Стрибором, которые готовы бросить вызов международной криминальной группировке, чтобы раскрыть правду. В основу сюжета сериала положены первую часть романов хорватского писателя-журналиста Драго Хедла «Славянская трилогия». Сериал был создан в сотрудничестве с украинской компанией Star Media, хорватской компанией Drugi plan, немецким дистрибьютором Beta Film. Его эксклюзивный показ состоится на онлайн-платформе OLL.TV.

## Личная жизнь
В 2014 году женился на актрисе Елене Минич. У них трое детей — Лола, Макс и Нео, названные в честь главных героев любимых фильмов Матанича: «Беги, Лола, беги», «Безумный Макс» и «Матрица». «Все эти фильмы изменили мою жизнь. Они рассказывают о людях, которые пытаются бежать из этой жестокой системы, в которой мы живем», — рассказал Далибор. Также среди любимых фильмов режиссёра: «Воспоминания об убийстве» Пон Джун Хо, «Вся президентская рать» Алана Пакулы и сериалы «Наследники», «Фарго», «Острые предметы».

## Фильмография
| Год  |     | Русское название       | Оригинальное название       | Роль                       |
| ---- | --- | ---------------------- | --------------------------- | -------------------------- |
| 1998 | док | Удачи                  | Sretno                      | режиссёр                   |
| 1999 | док | Мешок                  | Bag                         | режиссёр                   |
| 2000 | ф   | Кассирша хочет на море | Blagajnica hoće ići na more | режиссёр, сценарист        |
| 2001 | кор | Тишина                 | Tišina                      | режиссёр, сценарист        |
| 2002 | ф   | Милые мёртвые девочки  | Fine mrtve djevojke         | режиссёр, сценарист        |
| 2002 | кор | Засуха                 | Suša                        | режиссёр, сценарист        |
| 2004 | ф   | 100 минут славы        | Sto minuta Slave            | режиссёр                   |
| 2004 | кор | Девушка с карандашами  | Djevojčica sa olovkama      | режиссёр, сценарист        |
| 2005 | ф   | Я тебя люблю           | Volim te                    | режиссёр, сценарист        |
| 2008 | ф   | Лика Синема            | Kino Lika                   | режиссёр, соавтор сценария |
| 2009 | кор | Вечеринка              | Tulum                       | режиссёр, сценарист        |
| 2010 | ф   | Мать асфальта          | Majka asfalta               | режиссёр, сценарист        |
| 2011 | кор | Антресоль              | Mezanin                     | режиссёр, сценарист        |
| 2011 | ф   | Папочка                | Ćaća                        | режиссёр, сценарист        |
| 2013 | ф   | Разнорабочие           | Majstori                    | режиссёр, сценарист        |
| 2015 | ф   | Зенит                  | Zvizdan                     | режиссёр, сценарист        |
| 2016 | с   | Новости                | Novine                      | режиссёр, сценарист        |
| 2016 | ф   | Трансмания             | Transmania                  | режиссёр                   |
| 2017 | ф   | Экзорцизм              | Egzorcizam                  | режиссёр                   |
| 2018 | кор | Тонка: позитивизм      | Tonka: Pozitivizam          | режиссёр, сценарист        |
| 2009 | кор | Дебют                  | Debut                       | режиссёр, сценарист        |
| 2020 | ф   | Рассвет                | Zora                        | режиссёр                   |
| 2021 | с   | Молчание               | Šutnja                      | режиссёр, сценарист        |

## Награды
Далибор Матанич снял более 20 фильмов. Пять полнометражных и несколько короткометражных лент выиграли 15 международных и 25 национальных наград.